# 灰褐囊皮参
灰褐囊皮参（学名：Stolus canescens）为沙鸡子科囊皮参属的动物。分布于菲律宾、印度尼西亚以及中国大陆的广东等地，主要生活于水深74-89米的泥沙底。该物种的模式产地在菲律宾群岛。